# Otvoreni podatci
Otvoreni podatci, podskup podataka, odnosno podatci koji su dostupni svima za ponovnu upotrebu u komercijalne i nekomercijalne svrhe. Stvaraju ih tijela javne vlasti. Uporabom ovih podataka može se stvoriti dodana vrijednost ili ekonomska korist. U otvorene podatke spadaju podatci o promatranju Zemlje i drugi geoprostorni podatci, jezični resursi, znanstveni podatci, prometni podatci, zdravstveni podatci, financijski podatci, digitalizacija i kulturna dobra, geolokacijski podatci, meteorološki podatci, podaci iz područja okoliša i tako dalje. U pravilu ne sadrže osobne podatke, ili drugim riječima, ako su podatci zaštićeni Zakonom o zaštiti osobnih podataka, iste se ne smatra otvorenim podatcima jer njihova objava nije dozvoljena. Da bi se podatci i informacije smatrali otvorenima, trebali bi biti objavljeni u obliku koji je računalno čitljiv i otvoren. Pod tim se podrazumijeva da ga stroj, odnosno računalo može samostalno pročitati i intepretirati neovisno o korištenoj platformi. U prijašnjoj politici Europske komisije u području otvorenih podataka i u Povelji o otvorenim podatcima iz 2013. skupine G8 jest načelo „zadane otvorenosti” i naglašena je potreba da ljudi i strojevi podatke mogu slobodno i otvoreno ponovno upotrebljavati. Politika Europske komisije je da je bolje ako postoji manji broj ograničenja i usklađenija pravila o ponovnoj upotrebi podataka, radi lakše eksploatacije i smanjenja transakcijskih troškova. Gospodarstvo temeljeno na podatcima bit će rastuće i imat će obilježje dostupnosti kvalitetnih, pouzdanih i interoperabilnih skupova podataka i razvojne infrastrukture, u što spadaju pouzdane infrastrukture, resursi i usluge: portali s otvorenim podatcima i istraživačke infrastrukture kojima se podupiru inovacije temeljene na podatcima, na temelju brzog interneta i dostupnosti velikih i fleksibilnih računalnih resursa (posebno HPC-a, infrastrukture i usluge u području isprepletenog računalstva (engl. grid computing) i računalstva u oblaku te statistička infrastruktura). Zbog ogromna potencijala digitalnih tehnologija za poticanje poduzetničke aktivnosti i transformaciju svih vrsta djelatnosti u Europi Europska komisija pokrenula je strategiju za potporu digitalnom poduzetništvu. U okviru programa Obzor 2020. inkubatorom otvorenih podataka pomoći će se malim i srednjim poduzećima u uspostavi opskrbnih lanaca temeljenih na podacima, promicanju uvjeta za otvoreni ili pošteni pristup podatkovnim resursima, olakšavanju pristupa računalstvu u oblaku, promicanju veza s inkubatorima lokalnih podataka diljem Europe i pružanju pomoći malim i srednjim poduzećima u dobivanju pravnih savjeta. Da bi Europska komisija olakšala provedbu EU-ove politike otvorenih podataka i pravni okvir, priprema smjernice o preporučenim standardnim licencijama, skupovima podataka i naknadi za ponovnu upotrebu dokumenata. Na tom pravcu Europska komisija i druga tijela EU-a objavljuju vlastite dokumente u obliku otvorenih podataka na Portalu otvorenih podataka EU-a. Paneuropska infrastruktura za digitalne usluge otvorenih podataka u okviru programa Instrument za povezivanje Europe osim toga bit će jedinstveno mjesto za otvorene podatke u cijelom EU-u. Mjere za promicanje znanstvenih otkrića i suradnje koja prelazi disciplinarne i zemljopisne granice uključene su u paket znanstvenih informacija Komisije. Da bi pridonijela stvaranju pozitivnog okruženja za razmjenu otvorenih podataka, Europska komisija podržava mapiranje postojećih relevantnih normi za brojna područja velike količine podataka (npr. pametne mreže, zdravstvo, promet, okoliš, maloprodaja, proizvodnja, financijske usluge).